# كلنكوة غرنديدية
كلنكوة غرنديدية (الاسم العلمي:Kalanchoe grandidieri) هي نوع من النباتات تتبع جنس الكلنكوة من الفصيلة الكرسولية.